# Глембоцько (Опольське воєводство)
Глембоцько (пол. Głębocko, нім. Tiefensee) — село в Польщі, у гміні Гродкув Бжезького повіту Опольського воєводства.
Населення — 235 осіб (2011).

## Демографія
Демографічна структура станом на 31 березня 2011 року:
|          | Загалом | Допрацездатний вік | Працездатний вік | Постпрацездатний вік |
| -------- | ------- | ------------------ | ---------------- | -------------------- |
| Чоловіки | 130     | 26                 | 88               | 16                   |
| Жінки    | 105     | 15                 | 68               | 22                   |
| Разом    | 235     | 41                 | 156              | 38                   |